# جردن دی بیاسی
جردن دی بیاسی (انگلیسی: Jordan DiBiasi؛ زادهٔ ۲۸ اکتبر ۱۹۹۶) بازیکن فوتبال اهل ایالات متحده آمریکا است.
از باشگاه‌هایی که در آن بازی کرده‌است می‌توان به واشینگتن اسپیریت اشاره کرد.
وی همچنین در تیم‌های ملی فوتبال United States women's national under-20 soccer team و زیر ۲۳ سال زنان ایالات متحده آمریکا بازی کرده‌است.